# Bordel militaire de campagne

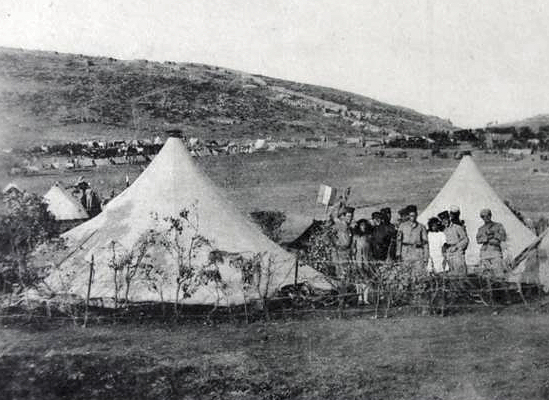
En mobil militärbordell i Marocko på 1920-talet.

Bordels militaires de campagne eller Bordels Mobiles de Campagne (BMC) var mobila bordeller som användes av den franska militären under första världskriget, andra världskriget, Indokinakriget och algeriska frihetskriget. Verksamheten organiserade prostitution kring franska armén i stridsområden där bordeller annars inte förekom, som nära frontlinjen eller vid isolerade garnisoner.
BMC var i vissa fall, men inte alltid, organiserade av franska armén. De bestod av lastbilar eller tält med upp till tio kvinnor. I den franska historieskrivningen har BMC i regel setts som en skamfull verksamhet som oftast förtigits.

## Historik

### Bakgrund
BMC sägs enligt traditionen ha sitt ursprung under tredje korståget, och efter beslut av den dåvarande franske kungen Filip II August. Han ska ha varit förfärad över de våldtäkter som begicks av de franska soldaterna och lät sända efter prostituerade kvinnor från Frankrike, med tanken att detta kunde hindra soldaterna att förgripa sig på privatpersoner. Kungen lät därför sända en hel båt med "glädjeflickor" från Frankrike till krigszonen i Levanten.

### 1800-talet, världskrigen
Den första BMC-verksamheten antas ha organiserats under den franska ockupationen av Alger på 1800-talet, och den förekom där endast fram till första världskriget.
Under första världskriget uppsökte rekryterna (långt från sina fästmör och hustrur) prostituerade även nära frontlinjen. Under kriget smittades uppskattningsvis 20–30 procent av soldaterna av syfilis, trots diverse insatser från stridsledningen för att försöka förhindra smittspridningen. Bland annat importerade man BMC-verksamheten, efter erfarenheterna i Nordafrika, i tron att man på så sätt lättare skulle kunna hålla eventuella smittspridare under uppsikt.

### Franska Indokina
Den franska armén lät installera mobila bordeller i franska Indokina, under Indokinakriget åren runt 1950. Soldaterna befann sig långt från sina anhöriga hemma i Frankrike, Senegal eller Marocko, och vissa tog sig konkubiner bland lokalbefolkningen med risk för infiltration från Vietminh. Generalstaben bedömde att könssjukdomarna skulle ha kunna skörda nästan lika stora offer inom armén som Vietminh, vilket ledde till att BMC av vissa beslutsfattare inom krigsledning sågs som ett nödvändigt ont.
De första mobila militärbordellerna etablerades i franska Indokina i mitten av 1940-talet – samtidigt som man hemma i Frankrike slutligen lät stänga de bordeller som fanns kvar. Kvinnliga bordellägare gavs istället tillstånd att flytta sin verksamhet till Indokina, där verksamheten kunde fortsätta om än med obligatoriska hälsoundersökningar av de prostituerade. På samma sätt behövde de hugade bordellbesökarna inom kåren först låta inspektera sina egna könsorgan.
De mobila bordellerna i franska Indokina kunde vara av mycket olika slag. I Saigon-förorten Cholon fanns en stor anläggning där hundratals kvinnor sålde sexuella tjänster från sina tältlika hytter, medan vissa andra BMC följde med bataljonerna ända till frontlinjen. I Diên Biên Phu fanns två mobila bordeller – en med ett tjugotal indokinesiskor och en med kvinnor som hämtats från Nordafrika – och enligt vissa skulle de under belägringen istället ofta ha arbetat som sjukvårdspersonal.

### Senare år
Efter algeriska frihetskriget användes BMC i princip enbart av Främlingslegionen; den sista franska militära bordellen i Europa stängdes 1978.
De sista BMC-installationerna som organiserades av Främlingslegionen stängdes i Franska Guyana 1995 och i Djibouti 2003. I det första fallet ska stängningen ha förorsakats av klagomål från en brasiliansk hallick angående illojal konkurrens.